# Shutdown (Windows)
Pour les articles homonymes, voir Shutdown.
Shutdown est une commande Windows permettant l'extinction de la machine à partir de l'invite de commandes Windows ( cmd.exe ).

## Syntaxe
Sur le système, la syntaxe est la suivante :
```
shutdown -commutateur

```

## Commutateurs (options)
- -s ou /s : arrête l'ordinateur avec un délai de 60 secondes.
- -p ou /p : arrête l'ordinateur sans délai.
- -r ou /r : redémarre l'ordinateur.
- -h ou /h : mets en veille prolongée l'ordinateur.
- -f ou /f : force la fermeture des applications en cours d'utilisation sans prévenir les utilisateurs.
- -t ou /t temps en secondes : applique un temps en secondes avant arrêt.
- -c ou /c : permet de mettre un commentaire.
- -a ou /a : annule un arrêt du système.
- -i ou /i : invoque une interface visuelle pour effectuer les actions précédentes sur un ordinateur à distance.

D'autres commutateurs sont disponibles, faire shutdown -? ou /? dans l'invite de commandes Windows pour tous les voir.
L'utilisateur peut mettre plusieurs commutateurs à la suite, comme montré ci-dessous.

## Exemple
Pour éteindre la machine sans délai, la commande la plus répandue est la suivante :
```
shutdown -s -t 0

```

ou plus simplement :
```
shutdown -p

```

Avec un délai de 2 min, soit 120 secondes, cela donne :
```
shutdown -s -t 120

```

## Utilisation avec un raccourci ou un fichier batch
L'utilisateur peut créer un raccourci qui peut servir de bouton d'extinction personnalisable. Pour cela, il suffit, quand le raccourci est créé, de mettre comme chemin d'accès : 
```
shutdown.exe -p

```

Ici le raccourci exécutera la commande d'extinction et éteindra l'ordinateur sans délai. Les commutateurs mis après sont les mêmes que dans l'invite de commandes.
Pour les utilisateurs plus avancés, il est tout à fait possible d'intégrer la commande shutdown dans un fichier batch ( .bat ).